# Alzey
Alzey (pronunciación en alemán: /ˈalt͡saɪ̯/ⓘ) es una ciudad de alrededor de 20 000 habitantes (2005) localizada en el estado de Renania-Palatinado, en Alemania. Es la cabecera administrativa del distríto de Alzey-Worms, y la cuarta ciudad más grande en la región de Rheinhessen, detrás de Worms, Maguncia y Bingen. Sus principales industrias incluyen la elaboración de vino, una central de distribución de supermercados y unas oficinas de la filial de ingeniería de Lufthansa. Tiene conexiones por ferrocarril con Maguncia, Worms, Bingen y Kirchheim-Bolanden.

## Historia

### Desde el Neolítico a la Edad Media
Los vestigios colonizadores de Alzey se remontan a la Edad de Piedra. El nombre Alzey (Altaia) fue documentado por primera vez en una inscripción romana de piedra de 223 d. C., y su significado aún se desconoce. Posiblemente se refiera a un antiguo asentamiento celta que se remonta a 400 a. C. La villa romana fue destruida en el año 350 d. C. En el año 390 d. C. los romanos levantaron un nuevo fuerte sobre los restos de la antigua villa, la cual cayó en manos de los burgundios 10 años más tarde. En 450 el fuerte es ocupado definitivamente por alamanes y francos. La villa fue anexionada al Electorado del Palatinado en 1156.

### Edad Moderna
En 1620 durante la guerra de los Treinta Años, fue ocupada por las tropas españolas. En 1689 en la guerra de los Nueve Años la villa y el castillo fueron saqueados e incendiados por las tropas francesas

## Hermanamientos
Alzey está hermanada con las ciudades de:
- Harpenden, Inglaterra, desde 1963.
- Josselin, Francia.

## Personalidades de Alzey
- Isaac Adler (médico)
- Tarkan (cantante)